# Cassida parvula
Cassida parvula — жук подсемейства щитовок из семейства листоедов.

## Распространение
Встречается в Армении, Болгарии, Румынии, степи России, Средней Азии, Монголии и на северо-западе Китая.

## Экология и местообитания
Кормовые растения — маревые (Chenopodiaceae): лебеда стреловидная (Atriplex nitens), лебеда прибрежная (Atriplex littoralis), кокпек (Atriplex cana) и Suaeda confusa.